# Кальнев, Михаил Александрович
Михаил Александрович Кальнев (15 сентября 1864, село Ивановка, Ананьевский уезд, Херсонская губерния — 1942, Царство Болгария) — православный миссионер, магистр богословия.

## Биография
Родился в семье священника.
Окончил Одесское духовное училище, Одесскую духовную семинарию (1896) и Киевскую духовную академию со степенью кандидата богословия (1890).
Ставропольский (1891), затем херсонский (1894–1917) епархиальный противосектантский миссионер, причислен к канцелярии обер-прокурора Синода, титулярный советник (1902).
Докладчик в VI отделе Предсоборного присутствия (1906), делегат IV Всероссийского миссионерского съезда (1908).
Основатель и руководитель Одесского миссионерского кружка ревнителей православия, член Херсонского епархиального училищного совета, Одесского епархиального Свято-Андреевского братства и Общества восстановления православия на Кавказе, делегат съезда миссионеров епархии (1909).
Заведующий епархиальным церковно-историческим музеем, коллежский асессор (1910), магистр богословия (1915), секретарь 2-го чрезвычайного епархиального съезда духовенства и мирян (1917).
Награжден орденом Святой Анны 3-й степени за присоединение сектантов к православию (1895) и 2-й степени за особые труды по миссии (1910).
В 1917—1918 годах член Поместного собора Православной российской церкви по избранию как мирянин от Херсонской епархии, участвовал в 1–2-й сессиях, член IX, X, XX отделов.
В 1918 году член Всеукраинского Православного Церковного Собора, кандидат в члены Высшего Церковного Совета.
В 1919 году член Херсонского епархиального совета и Одесского городского управления.
В январе 1920 года эвакуировался в Болгарию. С марта 1920 года синодальный миссионер в культурно-просветительном отделении Синода Болгарской Православной Церкви.
С 1923 года преподаватель русского языка, практического миссионерства, догматического и нравственного богословия в Пловдивской духовной семинарии, издатель журналов «Православный миссионер» и «Щит веры», заведующий хозяйством Александро-Невского монастыря в городе Ямбол.
С 1934 года на пенсии.

## Сочинения
- Изложение догматов блаженного Феодорита // ИР НБУВ. Ф. 304. Д. 1186; Письмо к Ф. И. Титову // ИР НБУВ. Ф. 175. Д. 1525. Л. 3.
- Отчеты о миссионерской деятельности; Присоединение к православию баптистов; Несколько слов о построении раскольниками молитвенных домов на Северном Кавказе // Ставропольские епархиальные ведомости. 1892. № 15; 1893. № 16–17, 24; 1894. № 2, 11.
- Смерть и погребение М. Ю. Лермонтова по неизданным документам // Русское обозрение. 1895. Т. 31.
- Новохлысты Кубанской области. Новая секта. К., 1896.
- Миссионерское паломничество со штундистами и православными Херсонской губернии ко святыням Чернигова и Киева. К., 1897.
- К вопросу о положении миссионеров // Миссионерское обозрение. 1897. Июнь. Кн. 1.
- Значение и участие народной школы вообще и церковноприходской в особенности в деле внутренней православной миссии // Миссионерское обозрение. 1898. № 12.
- Речь; Годичный отчет // Херсонские епархиальные ведомости. 1899. № 4, 9–10.
- Миссионерские труды и радости; Состояние сектантства и борьба с ним в Херсонской епархии; Попытки штундистов к упорядочению своего богослужения; Православный миссионер на радении у хлыстов // Миссионерское обозрение. 1899. № 3–5, 9–11.
- Заграничная (украйнофильская) печать о гр. Л. Н. Толстом; Херсонская епархиальная миссия среди сектантов; Епархиальные съезды миссионеров // Миссионерское обозрение. 1901. № 5–6, 12.
- Годичный епархиальный съезд миссионеров Херсонской епархии в г. Одессе // Миссионерское обозрение. 1902. № 12.
- На радении у хлыстов. Обличение самообольщения хлыстовских лжепророков. Одесса, 1902.
- Состояние сектантства в Херсонской епархии // Миссионерское обозрение. 1902. № 6.
- Новый способ популяризации и защиты сектантства // Руководство для сельских пастырей. 1903. № 6.
- Как вести миссионерам регистрацию раскольников и сектантов; Секта малеванцев в Херсонской губ.; Юбилей высокопреосвященного Иустина и его заслуги перед миссией // Миссионерское обозрение. 1903. № 15, 18–19.
- Значение молитвенных песнопений сектантов; Одна из мнимых причин отделения сектантов от Церкви православной; О молитвенном призывании святых // Миссионерское обозрение. 1904. № 13, 16–17.
- Годичный отчет; Доказательства необходимости внешнего богопоклонения // Херсонские епархиальные ведомости. Приб. 1904. № 12–14, 18.
- Опровержение лжеучения сектантов-рационалистов; История сектантских молитвенных песнопений // Православный путеводитель. 1904. № 9–12.
- Разбор сектантских молитвенных песнопений;Вести херсонского миссионера с театра военных действий; Состояние сектантства в Херсонской епархии в 1904 г. // Православный путеводитель. 1905. № 1–2, 12.
- Почитание св. Креста Христова в сектантских молитвенных песнях; Доказательства всеобщности прародительского греха // Миссионерское обозрение. 1905. № 5, 9.
- В защиту церковной школы; Почему православные отпадают в сектантство?; О молитве за умерших инославных христиан; О почитании и молитвенном призывании Богородицы // Миссионерское обозрение. 1906. № 7–9, 11.
- Мои беседы в гор. Одессе; Моя первая миссионерская поездка в 1906 г. // Херсонские епархиальные ведомости. 1906. № 4–5.
- Беседа об отмене субботы и почитании воскресного дня // Херсонские епархиальные ведомости. 1907. № 22–23; 1910. № 9.
- Речи и доклады // Журналы и протоколы заседаний высочайше учрежденного Предсоборного присутствия (1906 г.). Т. 1–4. СПб., 1906–1907; М., 2014 (им. указ).
- Религиозно-нравственное состояние сектантов Херсонской губ.; Почему христиане празднуют воскресный день, а не субботу? // Миссионерский сборник. 1907. № 3; 1908. № 3/4.
- Изуверство скопцов в г. Николаеве; Состояние сектантства в Херсонской епархии и борьба с ним // Миссионерское обозрение. 1908. № 3; 1909. № 6.
- О святой Церкви Христовой; О спасающей благодати Божией; О святом Крещении; Вниманию духовенства; Отчет о миссионерской деятельности; О святом Миропомазании // Херсонские епархиальные ведомости. 1908. № 2–6, 8, 14, 18–19, 22.
- О святом Причащении; О святом Покаянии, или Исповеди; О святом Елеосвящении // Херсонские епархиальные ведомости. 1909. № 4, 9–13, 17.
- Поучительные примеры долготерпения Божия и вразумление заблудших сектантов. Одесса, 1909.
- Когда будет второе пришествие Христа и конец мира? Одесса, 1909.
- Какой день празднуешь ты и почему. Одесса, 1909.
- Порнография, ее последствия и необходимость борьбы с ней. СПб., 1909.
- Конференция русских баптистов в г. Одессе; Судебное дело Гуриной и других скопцов г. Николаева // Миссионерское обозрение. 1909. № 7, 9.
- Адвентизм и иоанитство пред судом миссионерской критики; Материалы к изучению русского сектантства; О состоянии сектантства в Херсонской епархии и о борьбе с ним местной миссии в 1909 г.; Что делать? // Миссионерское обозрение. 1910. № 1–2, 7/8, 10.
- Материалы к изучению мистических сект. Рязань, 1910.
- К вопросу о браках сектантов с православными; Пропаганда сектантства с разрешения правительства; Материалы к изучению мистических сект; Скопчество в его современном состоянии; Жидовствующие // Миссионерский сборник. 1910. № 2, 8, 10, 12; 1911. № 1.
- Портреты Л. Толстого в русских школах // Колокол. 1911. 5 января.
- Дни пребывания св. чудотворной Касперовской иконы Божией Матери в Григорие-Бизюковом монастыре. Одесса, 1911.
- Немцы и штундобаптизм. Одесса, 1911 (2-е изд.).
- История сектантских молитвенных песнопений и разбор их содержания. Одесса, 1911 (2-е изд.).
- Как опознавать хлыстов и скопцов, отрицающих свою принадлежность к сектам, и какие меры борьбы с ними? Одесса, 1911.
- О молитве за умерших инославных христиан, еретиков, сектантов и раскольников. Одесса, 1911.
- Сборник 12-ти главнейших противосектантских бесед. Одесса, 1911.
- Русские сектанты, их учение, культ и способы пропаганды. Одесса, 1911.
- По поводу оправдания харьковских скопцов // Ревнитель. 1911. № 7/8.
- О святом Писании. Одесса, 1912.
- О священном предании. Одесса, 1912 (2-е изд.).
- Об истинном священстве в Церкви Христовой. Одесса, 1912.
- Состояние сектантства в Херсонской епархии.
- Блаженной памяти высокопреосвященного Димитрия, архиеп. Херсонского и Одесского // Миссионерское обозрение. 1912. № 7/8; 1913. № 4–5.
- Беседы об истинах веры православной против неверия и сектантства. Одесса, 1913.
- О Святом кресте и крестном знамении. Одесса, 1913.
- Сборник 17 главнейших противосектантских бесед. Одесса, 1913.
- Служебник и требник прыгунов. Рязань, 1913.
- О душе человеческой, ее духовной природе и сознательном состоянии после смерти человека. Одесса, 1913.
- Детство и отрочество Божией Матери как высочайший пример христианского воспитания детей. Одесса, 1913.
- Ищи прежде всего царства Божия. Одесса, 1913.
- О необходимости внешнего богопоклонения, или обрядов и символов христианских. Одесса, 1913.
- О св. постах Православной Церкви. Одесса, 1913.
- О почитании св. икон. Одесса, 1913.
- О почитании св. мощей. Одесса, 1913.
- О святости и почитании храмов Божиих. Одесса, 1913.
- О клятве именем Божиим и присяге. Одесса, 1913.
- О дозволительности войны и противлении злу. Одесса, 1913.
- О необходимости внешнего богопоклонения. Одесса, 1913.
- Пьянство. Одесса, 1913.
- Адвентизм и иоаннитство пред судом миссионерской критики. СПб., 1913 (3-е изд.).
- Земский начальник о баптистах // Миссионерский сборник. 1913. № 12.
- Обличение лжеучения русских сектантов-рационалистов (штундобаптистов, адвентистов, «евангельских христиан», молокан, духоборов и др.). Одесса, 1913.
- Обличение лжеучения русских сектантов-рационалистов (штундобаптистов, адвентистов, «евангельских христиан», молокан, духоборов и др.). Одесса, 1914 (2-е изд.).
- Несостоятельность учения католиков о видимом (папском) главенстве Церкви пред судом Слова Божия. Екатеринослав, 1914.
- Христианская кончина бывшего пресвитера штундистов Семена Годовенко; Плоды деятельности // Миссионерское обозрение. 1914. № 1, 3.
- Состояние сектантства в Херсонской епархии // Миссионерское обозрение. 1915. № 8.
- Годичный съезд миссионеров Херсонской епархии; Автобиография основателя секты новоизраилетян Василия Семенова Лубкова; Состояние сектантства в Херсонской епархии в 1915 г. // Миссионерский сборник. 1916. № 1/2, 5.
- Война и сектанты. Одесса, 1916 (3-е изд.).
- Присоединение к православию русских галичан греко-католиков (униатов). Одесса, 1916.
- Второе присоединение к православию русских галичан греко-католиков (униатов) в г. Одессе 19 мая 1916 года. Одесса, 1916.
- Присоединение к православию 268 душ беженцев галичан-униатов в г. Одессе; О праве миссионеров пользоваться казенной печатью; Бизюковская пастырско-миссионерская семинария; Третье присоединение к православию беженцев галичан-униатов в г. Одессе; Условия успеха миссии в старых очагах сектантства; Русский суд и сектантские процессы; Православная миссия в борьбе с мистическим сектантством; Политическое мировоззрение сектантов; Присоединение к православию в гор. Одессе 4-й группы беженцев-галичан; О служебных правах и пенсии миссионерам // Церковный вестник. 1916. № 15–17, 21/22, 25–34, 43/45, 49/50; 1917. № 1/2.
- Когда читается в храме Откровение св. И. Богослова? // Екатеринославский благовестник. 1916. № 3.
- Протоколы Съезда миссионеров Херсонской епархии; Состояние сектантства в Херсонской епархии в 1916 году; Русские люди, опомнитесь, подумайте о Боге и своей душе // Миссионерский сборник. 1917. № 1/2, 10/12; 1918. № 1/2.
- Доклад Отдела о внешней и внутренней миссии Священному Собору Православной Российской Церкви. М., 1917.
- За свещеното предание. София, 1921.
- Закон Божи: За II–IV отд. София, 1921.
- За молитвеното почитание и призоваване на св. ангели и светите Божии угодници. София, 1923.
- Християни ли съ П. Дънов и неговите последователи. Сливен, 1923.
- За Светото кръщение и необходимостта от кръщението на децата. София, 1923.
- Кои са дъновистите и какво те искат. Пловдив, 1928.
- Щит на вярата. Ч. 1. София, 1939 (Велико Търново, 1994).
- Сектата на петдесетниците и тяхното лъжеучение. Б. м., 1994.
- Нравственото и социално-политическото учение на Дънов пред съда на Божието слово // Дъновизмът без маска. София, 1995. С. 96–104.